# Museo de Salamanca
El Museo de Salamanca, llamado antiguamente Museo Provincial y situado en la ciudad de Salamanca (España), fue creado en 1835 y desde 1947 tiene su sede en la Casa de los Abarca, que es un antiguo palacio salmantino edificado a finales del siglo XV.
El museo está compuesto por una sección de arqueología y por otra de Bellas Artes. La entrada se encuentra en el Patio de Escuelas, aunque la fachada noble de la Casa de los Abarca está situada en la calle Serranos.
Sin embargo, Alfonso Rodríguez Gutiérrez de Ceballos llegó a afirmar que la mayoría de las obras del museo, y a excepción de un reducido número, «no responden ni a la magnificencia del palacio que los alberga ni a la categoría monumental de Salamanca», y otros autores también han destacado que las colecciones del museo «nunca han tenido la calidad que cabía esperar de una ciudad como Salamanca».

## Historia

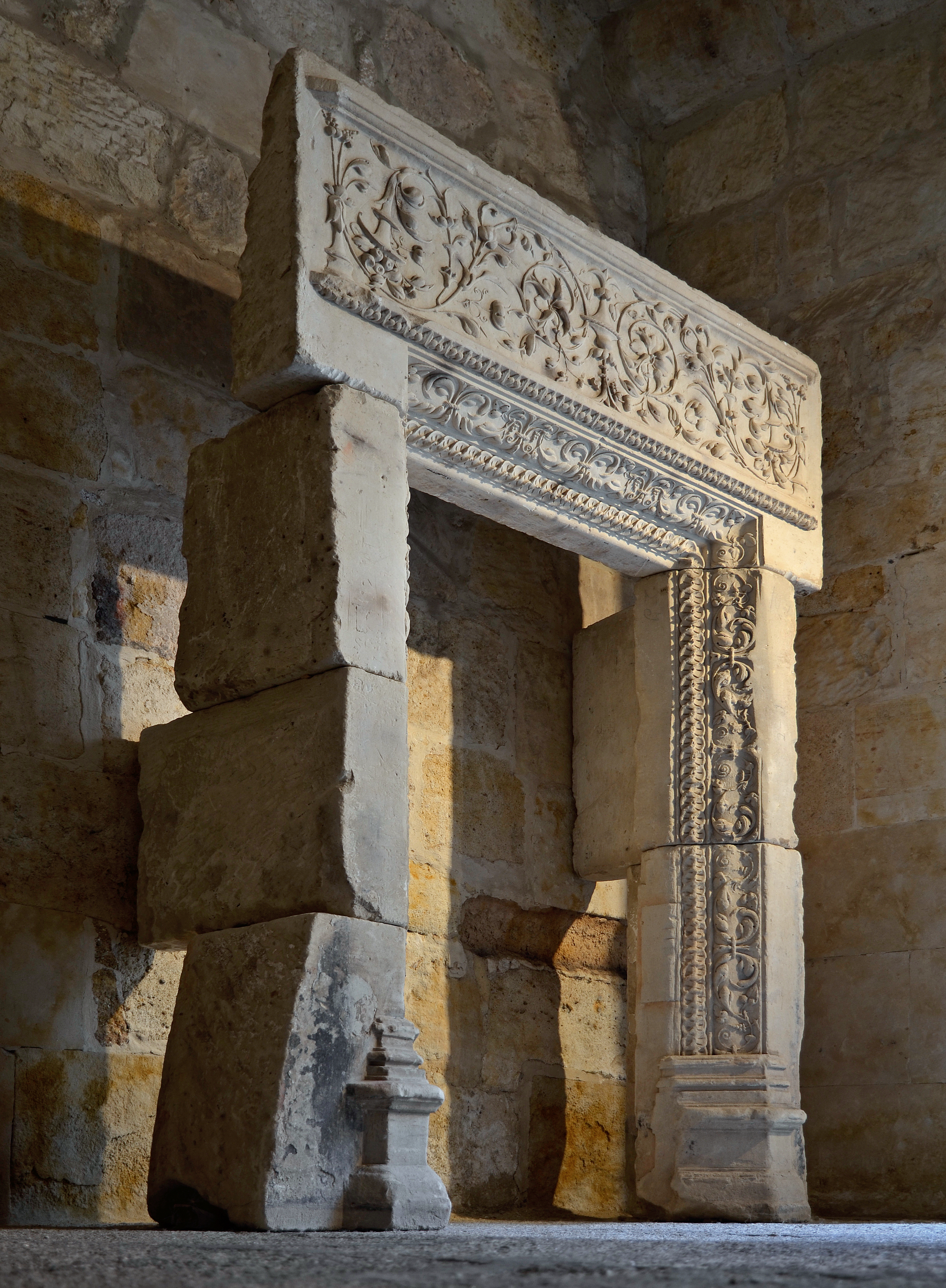
Portada renacentista conservada en el museo.

El Museo Provincial de Salamanca fue creado oficialmente en 1835, durante la regencia de María Cristina de Borbón, con obras procedentes de los conventos y monasterios desamortizados en Salamanca en esa época durante la Desamortización de Mendizábal, y consta que al principio estuvo compuesto por unos quinientos cuadros, otras tantas esculturas y ciento sesenta relieves. El museo cambió de emplazamiento en varias ocasiones, ya que al principio estuvo instalado en el claustro del convento de San Esteban y posteriormente en el patio de las Escuelas Menores, y al hallarse en este último lugar las obras, «que no debían ser, en general, de excepcional calidad», prácticamente a la intemperie, como señaló Rodríguez Gutiérrez de Ceballos, su número fue disminuyendo considerable y paulatinamente.
Desde 1942 algunas obras del museo comenzaron a exhibirse en su actual emplazamiento, la Casa de los Abarca, que había sido adquirida por el Estado español, pero mientras el palacio era restaurado el Museo tuvo su sede provisionalmente en la célebre Casa de las Conchas de Salamanca, aunque en 1947 pudo ser inaugurado en el edificio que aún ocupa, y con motivo de su inauguración sus fondos aumentaron considerablemente con algunas obras que le cedió el Museo del Prado y el desaparecido Museo de Arte Moderno de Madrid.

### Orígenes
El Museo de Salamanca es un ejemplo típico de los museos surgidos tras la desamortización. Su desarrollo, como en otros casos, estuvo estrechamente vinculado al contexto social de la región. En el caso de Salamanca, su evolución fue algo más favorable que en otros lugares, aunque no exento de dificultades. Durante las primeras décadas del siglo XIX, el financiamiento del museo provenía principalmente de la subvención anual otorgada por la Diputación Provincial, con una colaboración mínima por parte del Ayuntamiento.
El museo se formó a partir de cuadros y otros objetos artísticos provenientes de conventos que fueron disueltos, tal como lo documentan los trabajos realizados por la comisión de inventarios. En 1839, el número de piezas inventariadas por esta comisión ascendió a 330, mientras que la colección acumulada por la comisión científica-artística alcanzó las 637. Entre los objetos se incluyen aproximadamente 480 cuadros, 500 estatuas y 150 relieves, según los registros de la comisión.
La desamortización comenzó oficialmente el 22 de agosto de 1835, cuando se reunió la comisión civil de inventarios de los conventos suprimidos en las salas de la Escuela de Dibujo de Salamanca. Esta reunión respondía a una orden real que requería la formación de comisiones compuestas por "individuos inteligentes y activos" con "ilustración y gusto acreditado", encargadas de examinar, inventariar y recoger todo lo que encontraran en los archivos y bibliotecas de los conventos disueltos.
Sin embargo, la falta de recursos financieros e infraestructurales pronto limitó el alcance de la expropiación. Para noviembre de ese mismo año, ya se había decidido que solo se custodiarían las pinturas, separándolas de las reliquias. En enero del año siguiente, hubo situaciones curiosas, como la del subdelegado de policía de Alba de Tormes, quien afirmó haber realizado los inventarios en los conventos de la localidad sin encontrar ninguna pintura.
El 4 de junio de 1837, se emitió una real orden que disponía que todos los objetos pertenecientes a la diócesis de Ciudad Rodrigo fueran entregados al obispo electo de la ciudad. Previamente, ya se había acordado no vender ni despojar de sus bienes a las imágenes o esculturas que fueran objeto de culto.
Además, las obras de arte no solo estaban almacenadas en el Palacio de Anaya y en el convento de San Esteban, sino también en varios conventos de monjas de la ciudad, a los que los comisionados no podían acceder sin el permiso del obispo, o incluso en depósitos privados.
La situación fue similar a la de otras provincias: falta de recursos económicos, escaso personal capacitado para realizar los inventarios fuera de la capital, y una administración desorganizada que permitió que los frailes extrajeran bienes de valor sin ser controlados, como señaló el gobernador civil Cambronero en 1835. Además, hubo problemas con la falta de espacios adecuados para almacenar la colección y la presencia de tratantes de arte dudosos en las provincias.
En menos de dos años, el alcance de la comisión se redujo considerablemente y en 1838 fue reemplazada por la Comisión Científico-Artística de la Provincia. En julio de ese mismo año, esta comisión solicitó al Ayuntamiento un edificio para albergar el museo y la biblioteca. El 3 de agosto de 1846, el Estado solicitó un presupuesto para el mantenimiento del museo y la biblioteca, así como para realizar excavaciones, siendo esta la primera mención oficial de la arqueología en relación con el museo.

### Etapa en el Palacio de Anaya (1848-1865)
Después de varios intentos fallidos, finalmente se concede como sede para el museo el Palacio de Anaya, edificio del antiguo Colegio Mayor de San Bartolomé, ya que los colegios mayores habían sido desamortizados en 1798. Mediante una orden real de 25 de mayo de 1846, se asignó el Palacio de Anaya a la Comisión de Monumentos. El 5 de abril de 1848, El Correo Salmantino publicó en su portada un artículo titulado "El Museo Provincial", instando a la inauguración del museo público. Finalmente, el 29 de septiembre de 1848, se ordenó que, a partir del 1 de octubre, se habilitara una habitación para el pintor y escultor Isidoro Celaya, y que se asignara también el cargo de "conserje" del museo a don Villalonga, quien recibiría una asignación de 2 reales diarios. El museo fue inaugurado oficialmente el 10 de octubre de 1848.
Sin embargo, en enero de 1852, un decreto destinó este edificio a oficinas públicas, lo que provocó que las obras se trasladaran a las galerías, un espacio poco adecuado para su conservación, ya que servía como acceso a otras habitaciones del piso principal.
Tras la inauguración del museo, las noticias directas sobre su actividad se vuelven escasas. La información disponible proviene principalmente de menciones esporádicas en la prensa, donde se reclama más presupuesto para mejorar la exposición, se critica la calidad de las obras y se instan esfuerzos para recuperar las piezas que aún están en manos del clero o incluso en propiedades particulares. La fuente principal de información durante este período son las actas de la Comisión de Monumentos, aunque las referencias en estos documentos son limitadas. Las comisiones encargadas de velar por los monumentos estaban presididas por el gobernador o jefe político, la misma autoridad encargada de promover las infraestructuras en la provincia, lo que generaba un posible conflicto de intereses. Este conflicto se hizo evidente en Salamanca, donde, bajo las órdenes del gobernador Fernando Zappino, se llevó a cabo una obra que alteró profundamente el puente romano de la ciudad, eliminando las almenas que lo adornaban, derribando el castillete central y retirando todas las losas antiguas. Además, el verraco que adornaba el puente romano se lanzó en 1837 al margen del río, donde se partió y quedó abandonado; algunos afirman que esto fue debido a su asociación con la revuelta comunera, mientras que otros creen que se debió a preocupaciones sobre el riesgo de derrumbe. 
Las obras ya habían suscitado oposición ciudadana antes de su ejecución, y esto coincidió con una orden de la Comisión Central Superior de Monumentos que exigía a las comisiones provinciales enviar un listado de los monumentos bajo su custodia que poseyeran valor histórico y artístico y que necesitaran reparación urgente.
Como consecuencia de esta situación, el 6 de abril de 1853, el gobernador civil de Salamanca fue trasladado a la provincia de Málaga en comisión de servicios. En septiembre de 1853, el nuevo gobernador, Rafael Húmera, informó a la comisión de que uno de los encargados del museo, Isidoro Celaya, había sido despedido, aunque aún figuraba en el cargo según algunos registros. Solo permaneció en el museo Pedro Micó, un pintor relacionado con la restauración de sus cuadros. Finalmente, el 28 de febrero de 1854, el Ministerio de Fomento, mediante una orden real, nombró a Pedro Micó como encargado del museo, reemplazando oficialmente a Celaya.
Este proceso no resolvió las críticas ni las quejas previas de la ciudadanía, pero formalizó la administración del museo bajo nuevas directrices, aunque las acciones pasadas quedaron en gran medida sin respuesta.
En 1856, la Comisión de Monumentos fue renovada, inicialmente con cargos de instituciones locales, aunque poco a poco se incorporaron miembros con el “gusto e ilustración” que inspiraban sus objetivos iniciales. Entre estos miembros destacó Modesto Falcón Ozcoide, nombrado conservador del museo en 1866 y profesor de Derecho en la Universidad.
Uno de los sucesos más relevantes de esta época fue la recuperación del verraco del puente romano. En 1867, la Comisión Provincial de Monumentos decidió rescatar esta escultura, solicitando al Ayuntamiento permiso para proceder. Con la ayuda del empresario local Marino Solís, el verraco fue transportado el 17 de junio en un carro de varas francés tirado por siete mulas hasta el convento de San Esteban, aunque sufrió daños adicionales durante el traslado. El verraco permaneció casi 90 años en el Museo, primero en el convento de San Esteban y más tarde en las Escuelas Menores. En 1944, el Ayuntamiento comenzó a solicitar su devolución al puente, una petición que se formalizó el 23 de octubre de 1954, gracias a la colaboración del Centro de Estudios Salmantinos, la Diputación y el Ayuntamiento.

### Etapa en San Esteban (1865-1936)
Como ocurrió con otros museos de la época, la primera sede del Museo Provincial en el Colegio de San Bartolomé resultó temporal: el edificio pronto fue solicitado para ser sede del Gobierno Civil. Así, el museo fue trasladado al convento de San Esteban, donde, poco después, los dominicos volvieron a instalarse, lo que obligó a una convivencia ajustada entre los espacios del museo y las actividades de la orden.
Debido a la falta de espacio, el gobierno autorizó que el museo se trasladara al claustro del convento de San Esteban en 1865. La comisión restauró el claustro y evitó su deterioro, lo que fue ampliamente elogiado por quienes valoran el patrimonio artístico de Salamanca.
Modesto Falcón, profesor de Derecho, asumió el cargo de conservador del museo entre 1866 y 1886. Durante su gestión, publicó el inventario del museo en 1868 como parte de su obra Salamanca artística y monumental, además de una publicación previa de la comisión en 1861. En una reunión el 8 de noviembre de 1865, la comisión aprobó un reglamento para el museo que especificaba los horarios de apertura, las responsabilidades del conserje, normas para visitantes y requisitos para artistas que quisieran copiar las obras. También estableció un procedimiento de aprobación para las nuevas adquisiciones, sujeto a la supervisión de la Comisión de Monumentos.
En 1877, Falcón fue reemplazado por el historiador local Manuel Villar y Macías, en una etapa donde la comisión había desarrollado ya una dinámica estable. Entre las actividades de este periodo se incluyen excavaciones en el mosaico de la dehesa de Zaratán, en las afueras de Salamanca, aunque estas no se tradujeron en adquisiciones para el museo. Durante esta etapa, el convento de San Esteban cedió más espacios a los dominicos, quienes regresaron definitivamente a Salamanca.
Uno de los episodios más conocidos de este período fue el intercambio epistolar entre la Comisión de Monumentos y Miguel de Unamuno, entonces rector de la Universidad de Salamanca. En 1905, Unamuno decidió retirar de la galería bajo el claustro universitario una serie de cuadros de reyes y fundadores, muchos de ellos obras en grisalla y otras realizadas por Isidoro Celaya, argumentando que su estado y calidad no justificaban su exhibición. La comisión solicitó entonces que los cuadros fueran depositados en el Museo Provincial, a lo que Unamuno respondió de manera cortante, menospreciando tanto esas obras como las colecciones del museo y a la propia comisión. En respuesta, la comisión le contestó en un tono igualmente formal pero punzante, en un intercambio que reflejó las tensiones de la época.
A pesar de lo desafortunado del incidente, esta situación puso de manifiesto una nueva política en el museo: lograr adquisiciones mediante solicitudes formales y acuerdos con las autoridades locales, tanto civiles como eclesiásticas. En 1909, se iniciaron gestiones para obtener depósitos de obras desde el Museo de Arte Moderno, un proceso que culminó en 1927, y la Diputación Provincial también donó obras al museo, como las entregadas por estudiantes becados en Roma.
El 18 de diciembre de 1907, el periódico salmantino El Adelanto anunció el nombramiento de Aureliano Torrens como conservador del museo, aunque existen pocos detalles sobre su gestión en el cargo. Más tarde, el 23 de mayo de 1914, la Gaceta de Madrid publicó el nombramiento de Joaquín de Vargas y Aguirre como director del Museo Provincial de Bellas Artes. Vargas Aguirre, además de ser arquitecto provincial, ejercía como arquitecto de la diócesis y de la Casa Lis, proyecto que implicó la demolición de una parte de la muralla de la Puerta del Río. Durante esta etapa, el museo comenzó a recibir piezas epigráficas romanas, en entregas gestionadas por el Patronato del museo, que se creó en Salamanca al igual que en otras provincias españolas.
En 1934, Fernando Íscar Peyra asumió el cargo, representando una nueva generación con ideas frescas. Íscar Peyra, amigo y protegido de Unamuno, se formó bajo la tutela de la Generación del 98 y promovió una visión moderna para el Museo de Salamanca. Su enfoque innovador integraba la pintura contemporánea, no solo adquiriendo obras de artistas vivos como Gallego Marquina y Abraham del Rey, sino también incentivando la creación artística local mediante la habilitación de un taller en el propio museo, por el que pasaron numerosos pintores y escultores de la ciudad. Esta idea de fomentar la actividad artística dentro del museo resultó pionera y se mantuvo hasta las reformas del museo en la década de 1970. 
En 1936, Íscar Peyra realizó el traslado definitivo del museo desde el convento de San Esteban al patio de las Escuelas Menores, dejando el convento en su totalidad para el uso de los dominicos.

### Etapa en las Escuelas Menores (1936-1948)
En 1937, la Diputación Provincial de Salamanca donó dos importantes colecciones de arte popular y arqueología, gestionadas por el investigador agustino César Morán. Esta contribución permitió establecer formalmente las tres principales secciones del museo: Bellas Artes, Etnología y Arqueología.

## Colecciones

### Jardín
En el jardín de la Casa de los Abarca pueden contemplarse algunos verracos ibéricos y estelas romanas y también dos fragmentos de pizarras con inscripciones y un fragmento de mármol que formó parte del retablo de la capilla del desaparecido Colegio Mayor de Oviedo, que fue destruido por los franceses a principios del siglo XIX en la Guerra de la Independencia. Este fragmento marmóreo representa a Santo Toribio de Mogrovejo y fue tallado en 1756 por Luis Salvador Carmona.

### Escalera
En la escalera del palacio está colocado un lienzo de gran tamaño pintado por Sebastián Gómez en 1699, y que representa a Santa Rosalía de Viterbo, aunque procede del convento de Terceros de Écija. Y en la parte inferior de la escalera se hallan algunos fragmentos de un sepulcro de alabastro de finales del siglo XIV adornados con pasajes de la vida de San Francisco de Asís y unos medallones que representan a San Juan de Sahagún y a Alonso Fernández de Madrigal que proceden del primitivo Colegio de San Bartolomé de Salamanca.

### Sala I

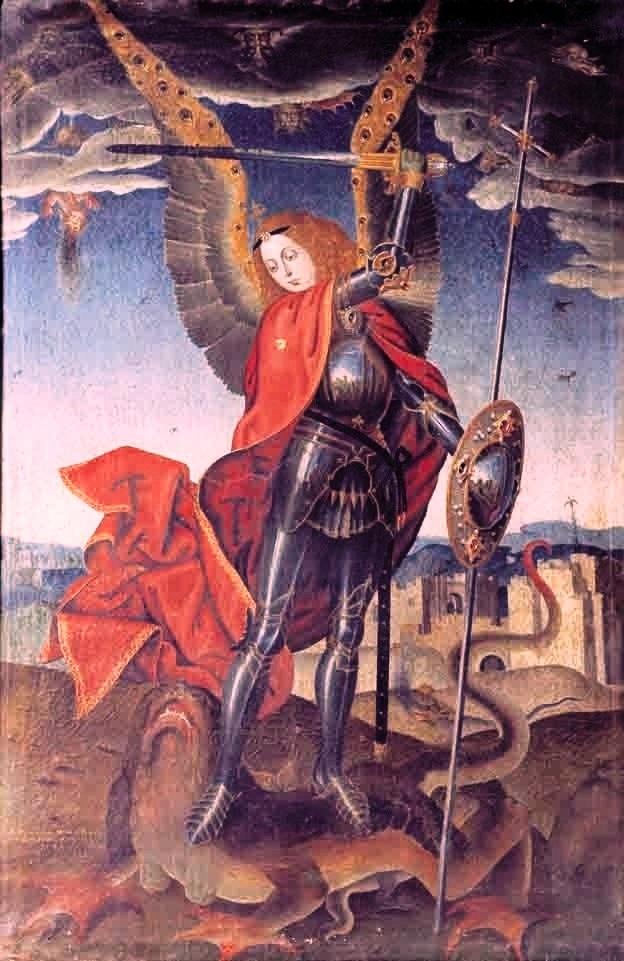
San Miguel Arcángel, de Juan Pérez Casado. 1587.

Desde la planta baja del patio se llega a la Sala I del museo, en la que se exponen piezas de los siglos XV y XVI y que está cubierta por un artesonado mudéjar del siglo XIV realizado posiblemente por artistas sevillanos y moriscos y que procede de las casas que Juan Sánchez de Sevilla tenía en Salamanca y en las que posteriormente se alzaría el convento de las Dueñas de Salamanca.
Entre las obras de esta sala destacan una sarga sobre tabla que muestra la aparición de Cristo a María Magdalena y una pequeña tabla o «tablita» que representa a San Andrés, estando ambas obras vinculadas posiblemente con el círculo del pintor Juan de Flandes.
En el centro de la sala se halla una de las obras más importantes del museo salmantino: La Piedad entre San Juan y la Magdalena, que es un óleo sobre lienzo ejecutado en su «mejor momento», como aseguró Rodríguez Gutiérrez de Ceballos, por Luis de Morales y que según dicho autor posiblemente formó parte de un retablo cuyas otras pinturas se hallan en la actualidad en la ciudad de Barcelona.

### Sala II
En esta sala se exponen, entre otras obras, una Inmaculada de Andrea Vaccaro marcada con su monograma y otra Inmaculada del pintor madrileño José Jiménez Donoso, destacando también la estatua yacente de un caballero de la Orden de San Juan de Jerusalén que posiblemente date de principios del siglo XVI y que procede de la iglesia de San Juan Bautista de Bárbalos.

### Salas III y IV
Desde la sala anterior se llega por medio de una escalerilla a la entreplanta en la que se encuentran las salas III y IV. En la primera de ellas hay varios retratos, como uno que representa a fray Íñigo de Brizuela y que procede de la sala capitular del convento de San Esteban, aunque la obra más destacada es un cuadro que muestra al beato y mártir cartujo Nicolás Albergato y que fue pintado por Francisco Camilo en el siglo XVII.
En la sala IV, que fue llamada por Rodríguez Gutiérrez de Ceballos «una de las más agradables» del museo, hay algunas copias de cuadros de Antonio Allegri da Correggio y de Giovanni Battista Salvi da Sassoferrato, una obra original de Cristoforo Roncalli y otra de Luca Giordano, algunos pequeños paisajes ejecutados por Adriaen Frans Boudewyns y un destacado Crucifijo de marfil de estilo filipino.

### Sala V
Esta sala se encuentra en la planta baja de la Casa de los Abarca, y en ella sobresale la talla de San Juan Bautista esculpida por Esteban de Rueda en el siglo XVII y que pudo pertenecer al desaparecido retablo de la iglesia de San Martín de Salamanca, ejecutado entre 1621 y 1633.
También se hallan en esta sala dos lienzos atribuidos a Juan Bautista Maíno y que representan a San Esteban y a Santa Clara de Asís, aunque en opinión de Rodríguez Gutiérrez de Ceballos sólo el primero de ellos parece ser obra atribuible a dicho pintor.

### Sala VI

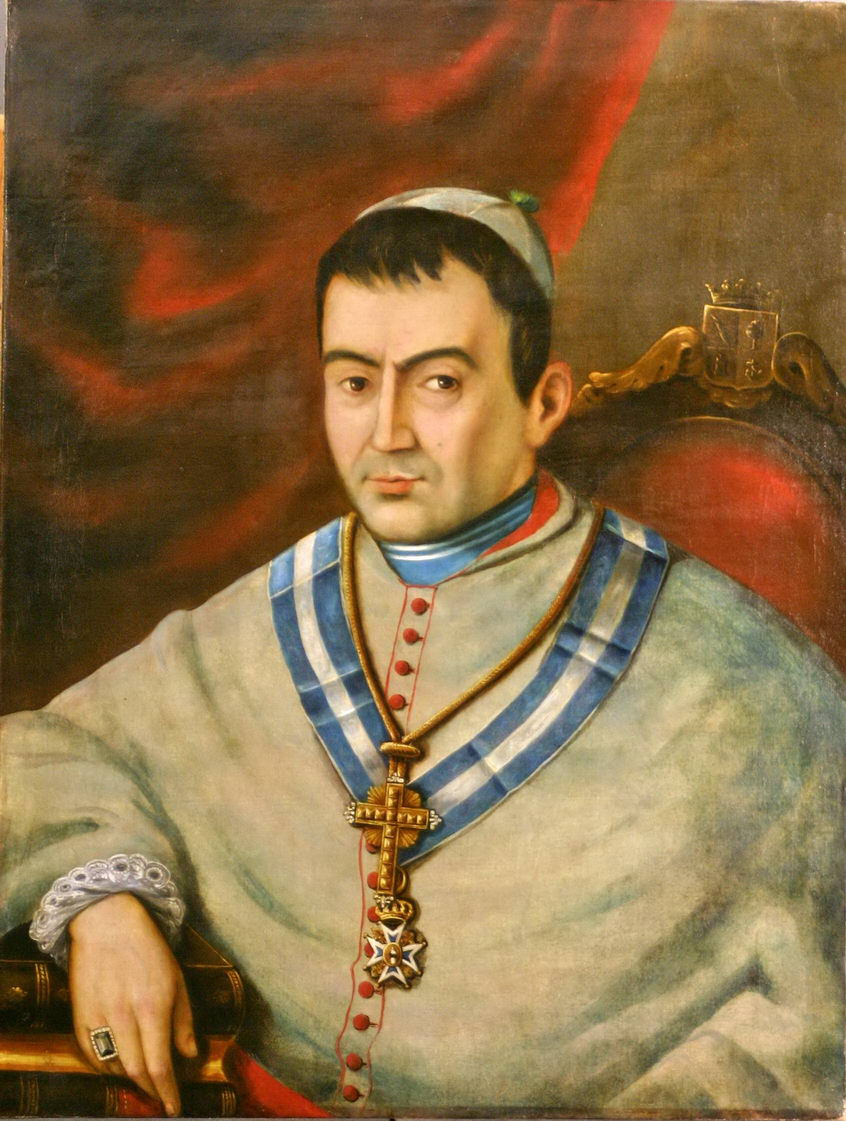
Retrato del cardenal Miguel García Cuesta, de Pedro González i Cid..

Es la más amplia del museo, y en ella se exponen sobre todo obras del siglo XVIII. Hay algunas copias de retratos de Troy, Jean Ranc y Hyacinthe Rigaud, aunque sí es una obra original el retrato de Manuel Coloma ejecutado por José García Hidalgo y dos cuadros de pequeño tamaño de Juan García de Miranda que representan La Natividad y Los desposorios de la Virgen. Y también destacan un cuadro de San Francisco de Sales ejecutado por Francisco Bayeu, una Concepción de Luis Paret y Alcázar, y otro cuadro del siglo XVII que muestra a San Francisco de Alcántara que es una de las pocas obras conservadas del pintor Alonso de Mesa, cuya firma lleva.
También se exponen en esta sala cinco Ángeles Cazadores de estilo cuzqueño que resultan «deliciosos por su carácter ingenuo y popular», en palabras de Rodríguez Gutiérrez de Ceballos, y las siguientes esculturas:
- Un Colegial de Salamanca vestido con el ropón privativo de los estudiantes de la Universidad de Salamanca. Esta obra, que está pintada de blanco y ha sido profundamente restaurada, se atribuye al escultor Francisco Gutiérrez, y según algunos autores tal vez proceda del desaparecido Colegio Mayor de Oviedo.[9]
- Santa Catalina, atribuida al arquitecto y escultor español de origen toresano Simón Gabilán Tomé.[9]
- Grupo escultórico de la Sagrada Familia, realizado en alabastro y completamente idéntico a otro conservado en el convento de las Salesas Reales de Madrid.[9]

### Sala VIII
Esta sala está dedicada fundamentalmente al arte del siglo XIX, y en ella se exponen algunos «buenos» retratos, en palabras de Rodríguez Gutiérrez de Ceballos, pintados por Federico de Madrazo, José Moreno Carbonero o Ignacio Zuloaga, junto con seis paisajes ejecutados por Carlos de Haes. Aquí se encuentra la Deposición de Cristo de Vidal González Arenal.

### Sala IX
Está situada en la planta noble de la Casa de los Abarca, sus ventanas dan a la plaza de Fray Luis de León, y está dedicada al arte contemporáneo, siendo además la última de las salas del museo, por lo que en ella se exhiben ocasionalmente obras cedidas gratuitamente al museo o en depósito por artistas vivos salmantinos. Y como homenaje al célebre escritor de origen vasco Miguel de Unamuno, que llegó a ser rector de la Universidad de Salamanca, en esta sala se expone un retrato suyo realizado por Juan de Echevarría y una pequeña cabeza del ilustre filósofo y rector obra del escultor Moisés de Huerta y Ayuso.